# تغييرات أتاتورك

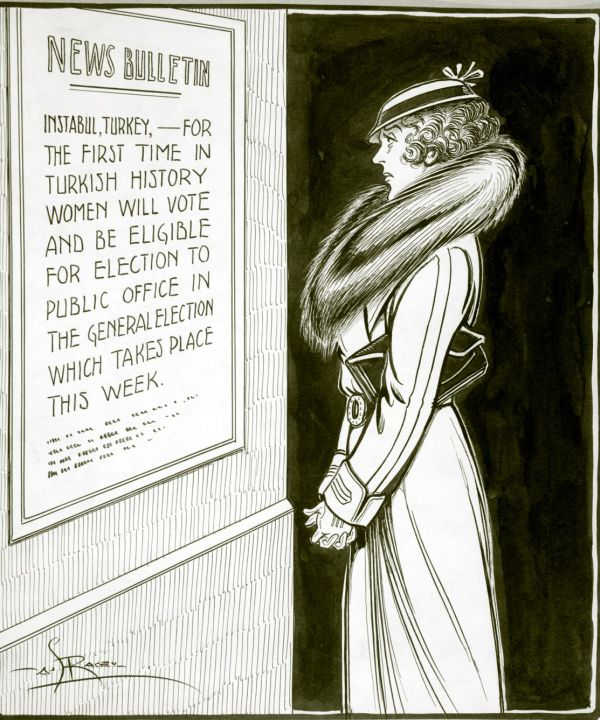
رسم كاريكاتوري سياسي كندي لامرأة في كيبيك يقرأ علامة تشير إلى ما يلي: "نشرة الأخبار: للمرة الأولى في التاريخ التركي، ستصوت النساء وتكون مؤهلة للوظيفة العامة في الانتخابات العامة التي ستجرى هذا الأسبوع"، النساء في منطقة كيبيك لم يسمح لهم التصويت في الإنتخابات حتى عام 1940.

تغييرات أتاتورك في المجتمع التركي (بالتركية: Atatürk Devrimleri)‏ كانت سلسلة من عدة تغييرات في المجالات السياسية، القانونية، الثقافية، الاجتماعية والاقتصادية شهدها المجتمع التركي خلال فترة حكم مصطفى كمال أتاتورك ما بين 1923 وحتى وفاته عام 1938. تم تنفيذها تحت قيادة مصطفى كمال أتاتورك وفقاً للأيديولوجية الكمالية لتحديث وعلمنة الجمهورية التركية.
في 1 نوفمبر، 1928، قدمت الأبجدية التركية الجديدة من قبل لجنة اللغة بمبادرة من أتاتورك، لتحل محل المستخدمة سابقا الكتابة العربية الفارسية. وكان اعتماد الأبجدية اللاتينية وتنقية الكلمات المستعارة الأجنبية جزء من برنامج التحديث الذي قام به مصطفى كمال.
أول ذكر علني لبرنامج مصطفى كمال لإجراء ثورة ثقافية جاء في خطاب له في بورصا:
«إن الأمة التي لا يمارس فيها العلم ليس لها مكان في الطريق العالي من الحضارة ولكن أمتنا، مع صفاتها الحقيقية، تستحق أن تصبح - وسوف تصبح - متحضرة وتقدمية».
التغييرات التي نفذها أتاتورك كانت كالآتي:
- 1 نوفمبر 1922: إلغاء منصب سلطان الدولة العثمانية.
- 13 أكتوبر 1923: أنقرة هي عاصمة.
- 29 أكتوبر 1923: إعلان قيام الجمهورية التركية.
- 3 مارس 1924: إلغاء منصب الخليفة في الدولة العثمانية.
- 3 مارس 1924: توحيد التعليم
- 1924: قانون عطلة نهاية الأسبوع (أسبوع العمل: من الاثنين إلى الجمعة تصبح أيام العمل)
- 1924: إغلاق المدارس الدينية
- 1924: دمج التعليم
- الاعتراف بحق المرأة في التصويت والترشح للانتخابات (1930 للبلدية والأحياء 1933، 1934 للبرلمان)
- 1925: التوقيت والتقويم (تقويم ميلادي، التوقيت الأوروبي)
- 25 نوفمبر 1925: قانون القبعة (قانون القبعة).
- 30 نوفمبر 1925: إغلاق التكايا والزوايا والأضرحة.
- 1 مارس 1926: إدخال قانون العقوبات الجديد على غرار قانون العقوبات الإيطالي.
- 4 أكتوبر 1926: إدخال القانون المدني الجديد على غرار القانون المدني السويسري.
- 31 مايو 1927: إنشاء السكك الحديدية التركية
- 1 يناير 1928: إنشاء الاتحاد التركي للتعليم لدعم الأطفال ذوي الاحتياج المالي والمساهمة في الحياة التعليمية.
- 1 نوفمبر 1928: تبني الأبجدية اللاتينية للغة التركية بدلاً من العربية.
- 1928: افتتاح المدارس الوطنية.
- 1931: إنشاء الجمعية التاريخية التركية لبحث التاريخ.
- 12 يوليو 1932: إنشاء اتحاد اللغة التركية لتنظيم اللغة التركية.
- 31 مايو 1933: تنظيم التعليم الجامعي
- 21 يونيو 1934: القانون المتعلق بالأسماء العائلية.
- 26 نوفمبر 1934: إلغاء الألقاب وتبني كنية رسمية في قانون الألقاب.
- 5 ديسمبر 1934: حقوق سياسية كاملة للمرأة، بالتصويت والانتخاب.
- 14 أكتوبر 1935: إغلاق المحافل الماسونية.[4][5]
- 5 فبراير 1937: إدراج مبدأ العلمانية في الدستور.

## الأهداف

### الوحدة القومية
كانت إصلاحات أتاتورك تهدف إلى الحفاظ على استقلال تركيا عن الحكم المباشر للقوى الخارجية (الدول الغربية). لم تكن العملية عملية مدينة فاضلة (بمعنى أنها ليست فكرة زعيم واحد لحالة مجتمع مثالي، إلا أنها كانت قوة موحدة لأمة)، وحّد فيها أتاتورك غالبية تركية مسلمة منذ عام 1919 حتى عام 1922 في حرب الاستقلال التركية، وأطاح بالقوى الأجنبية التي كانت تحتل ما كانت تعتبره الحركة القومية التركية أراضٍ تركية. باتت تلك الروح القتالية القوة الموحدة التي أسست هوية الدولة الجديدة، وفي عام 1923، وُقعت معاهدة لوزان التي وضعت نهاية للإمبراطورية العثمانية واعترفت على نطاق دولي بالجمهورية التركية المؤسسة حديثًا. منذ عام 1923 حتى عام 1938، وُضعت سلسلة من الإصلاحات السياسية والاجتماعية الراديكالية. غيرت تلك الإصلاحات تركيا وابتدأت حقبة جديدة من التحديث، بما في ذلك المساواة المدنية والسياسية للأقليات الطائفية والنساء.

### إصلاح الإسلام
كانت الإمبراطورية العثمانية دولة إسلامية شغل فيها رأس الدولة، السلطان، منصب الخليفة أيضًا. بُني النظام الاجتماعي وفقًا لنظام الملة. وأتاح نظام الملة درجة كبيرة من الاستمرارية الدينية والثقافية والإثنية ضمن المجتمع ولكنه سمح في الآن نفسه بدمج الأيديولوجيا الدينية ضمن النظام السياسي والاقتصادي والإداري. بإمكان المرء تعريف أسلوب الحياة هذا بالإسلاموية (الإسلام السياسي): «الإيمان بضرورة توجيه الإسلام للحياة الاجتماعية والسياسية والشخصية أيضًا».
ترأس فصيلان ضمن مجموعة النخبة، «الإصلاحيين الإسلاميين» و«التغريبيين»، النقاشات حول المستقبل. كان الفصيلان يتشاركان العديد من الأهداف الرئيسية. قبِل بعض المثقفين العلمانيين، وحتى بعض المفكرين الإسلاميين من أصحاب التوجه الإصلاحي، بالرأي القائل أن التقدم الاجتماعي في أوروبا كان قد سار على خطى الإصلاح البروتستانتي، كما عبر عنه كتاب فرانسوا غيزوت تاريخ الحضارة في أوروبا (1928). استخلص المفكرون الإسلاميون من أصحاب التوجه الإصلاحي من التجربة اللوثرية أن إصلاح الإسلام أمر ضروري. كان مصدر إلهام المفكرين التغريبيين، عبد الله جودت وإسماعيل فيني أرطغرل وكيليج زاده إسماعيل حقي (إسماعيل حقي كيليجوغلو)، التهميش اللاحق للدين في المجتمعات الغربية. بالنسبة لهم، لم يكن لدى الدين الذي خضع لإصلاح سوى دور مؤقت ليلعبه بصفته أداة لتحديث المجتمع، وبعد ذلك سينحّى جانبًا (من الحياة العامة وسيُقصر على الحياة الشخصية). لم يكن بالأمر الحكيم شن هجوم شامل على الإسلام في مجتمع تسكنه غالبية مسلمة. وكان بالإمكان اختيار نسخة محدّثة من الإسلام لتكون بمثابة وسيلة للتقدم والتنوير. تمثّل إنجاز أتاتورك في توسيع الأرضية المشتركة ووضع البلاد على مسارات الإصلاح السريع.

### القضاء على البنى الكلاسيكية
كانت الفكرة الرئيسية تقول بأن السلطنة والخلافة كانتا بنيتين فاسدتين للحكم وينبغي استبدالهما بالحكومة والإدارة الجديدتين (الحديثتين) اللتين ستحميان جميع المسلمين وستؤديان دورهما بصورة تتماشى مع حاجات الأمة التركية الحديثة. احتكر الغرب الحكومات العثمانية الأخيرة في ما يتعلق بالبنية الاقتصادية والسياسية للحكومة. وبدلًا من أن ينال الخلفاء العثمانيون احترام الأمم الأخرى لكونهم زعماء مسلمين، بدا أنهم رمز الخضوع للأمم الأخرى. استهدفت الإصلاحات «القيادة الإسلامية التقليدية» بالنظر إلى تضارب فكرة «السيادة الوطنية والسلطة الإسلامية». جرى التخلص من مؤسسات 'العلماء'، الذين كانوا يسمون شيخ الإسلام، ووزارة الشريعة وتبع ذلك انخفاضًا في أرقامهم. ولم يعد هناك وجود لمؤسسات دينية تصدر فتاوى. عاد إلغاء هذه المؤسسات الرسمية بأثر كبير على تطبيق الدين بين الشعب التركي.

### تأسيس البنى الحديثة
كان الإسلام الحديث الإصلاح الرئيسي نحو تحديث الجمهورية التركية.
تعود السيادة إلى الأمة التركية، ولذلك يجب أن يمر الدين الإسلامي بإصلاح وبإعادة تفسير. كانت الإصلاحات، من عدة نواح، تهدف إلى تقليل نفوذ الحضارة العربية والإسلامية ضمن المجتمع التركي. ونتيجة لهذا الإصلاح، انخفض أيضًا التحاق الطلاب بكلية الشريعة في جامعة إسطنبول.

### التغريب
طرح الشباب الأتراك والمثقفون العثمانيون سؤالًا حول موقع الإمبراطورية المتعلق بالغرب (الذي كان يشير في المقام الأول إلى أوروبا المسيحية). كان الغرب رمزًا للتفوق العلمي والفكري، وكان يقدم مخططًا أوليًا للمجتمع المثالي في المستقبل. قدمت الإصلاحات إجابة عن السؤال: ستتجه أنظار تركيا نحو الغرب.

## إصلاحات سياسية
حتى لحظة إعلان قيام الجمهورية رسميًا، كانت الإمبراطورية ما تزال موجودة، مع إرثها الديني وسلطتها السلالية. أُلغيت السلالة العثمانية من قبل حكومة أنقرة، إلا أن تقاليدها ورموزها الثقافية بقيت فاعلة بين الشعب (ولو بشكل أقل ضمن النخبة).
شهدت عناصر النظام السياسي التي تصورتها إصلاحات أتاتورك تطورًا على مراحل، إلا أن النظام السياسي بات علمانيًا وجمهوريًا ديمقراطيًا يستمد سلطته من الشعب 1935 في عام، حين أزال القسم الأخير من إصلاحات أتاتورك الإشارة إلى الإسلام. تقع السلطة بين يدي الشعب التركي، الذي يفوض ممارستها إلى برلمان من مجلس واحد منتخب (موقف عام 1935)، الجمعية الوطنية التركية الكبرى. يذكر الدستور أيضًا مبادى القومية، التي تُعرّف بأنها «الخير المادي والروحي للجمهورية» (موقف عام 1935). الطابع الرئيسي للجمهورية هو العلمانية والمساواة الاجتماعية والمساواة أمام القانون ورفض إمكانية تقسيم جمهورية الأمة التركية. وهكذا، شرع الدستور بتأسيس الدولة القومية الموحدة (موقف عام 1935) التي تستند إلى مبادئ الديمقراطية العلمانية. ثمة فصل للسلطات بين السلطة التشريعية والسلطة التنفيذية والسلطة القضائية للدولة. كان الفصل بين السلطة التشريعية والسلطة التنفيذية فصلًا فضفاض، في حين كان الفصل بين السلطة التنفيذية والسلطة التشريعية هو فصلًا صارمًا.

### الجمهورية (الديمقراطية التمثيلية)
أتاحت الإصلاحات الأكثر جذرية للأمة التركية بأن تمارَس سلطة الشعب عبر الديمقراطية التمثيلية. أعلنت الجمعية الوطنية التركية الكبرى قيام جمهورية تركيا في 29 أكتوبر 1923.

### الجمهورية الدستورية
نموذج النظام هو جمهورية دستورية. في الجمهورية الدستورية التركية، تتأسس الحكومة ويسيطر عليها من قبل قانون الدستور. 
كان الدستور التركي لعام 1921 قانونًا رئيسيًا لفترة وجيزة منذ عام 1923 حتى عام 1924. وأقرته الجمعية الوطنية التركية الكبرى في يناير من عام 1921. وقد كان الدستور، وهو وثيقة بسيطة تتألف من 23 بندًا قصيرًا، القوة الدافعة الرئيسية خلف التحضير لدستور عام 1921 الذي استمد سلطته من الأمة لا من السلطان، الملك المطلق للإمبراطورية العثمانية. شكل دستور عام 1921 أيضًا الأساس القانوني لحرب الاستقلال التركية بين عامي 1919 و1923، إذ إنه كان سيلغي مبادئ معاهدة سيفر لعام 1918 التي وقعتها الإمبراطورية العثمانية، والتي كانت الإمبراطورية ستتخلى بموجبها عن الغالبية الكبرى من أراضيها إلى قوى الحلفاء التي انتصرت في الحرب العالمية الأولى. في أكتوبر من عام 1923 عُدل الدستور ليعلن تركيا جمهورية.
في أبريل من عام 1924، استُبدل الدستور بوثيقة جديدة كليًا، الدستور التركي لعام 1924.

### إلغاء السلطنة
في 1 نوفمبر من عام 1922، ألغت الجمعية الوطنية الكبرى السلطنة العثمانية وغادر السلطان محمد السادس البلاد. وقد أفسح ذلك المجال أمام الحكومة القومية التركية في أنقرة لتصبح الكيان الحاكم الوحيد في البلاد.
لجأ محمد السادس على متن السفينة الحربية البريطانية مالايا في 17 نوفمبر. ورافقه تشامبرلين الأول الخاص به وقائد الفرقة وطبيبه وسكرتيرين سريين وخادم وحلاق واثنين من الخصيان، وأشرف على تعبئة الصناديق بالمجوهرات والأحجار الكريمة، بما في ذلك طاولة صغيرة من الذهب. عند الساعة السادسة صباحًا، نقلتهم سيارتا إسعاف بريطانيتين تحملان إشارة الصليب الأحمر إلى منزل الجنرال السير تشارلز هارينغتون لتناول فطور من البيض ولحم الخنزير.[بحاجة لمصدر]

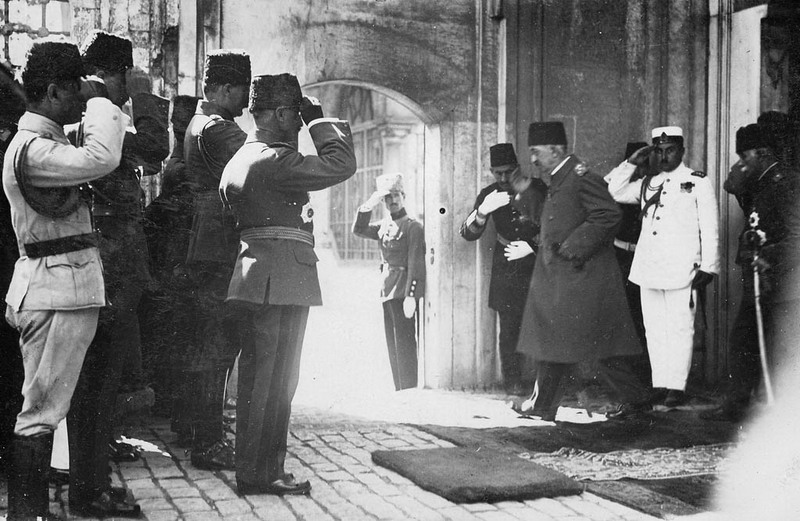
مغادرة محمد السادس، آخر سلاطين الدولة العثمانية، 1922
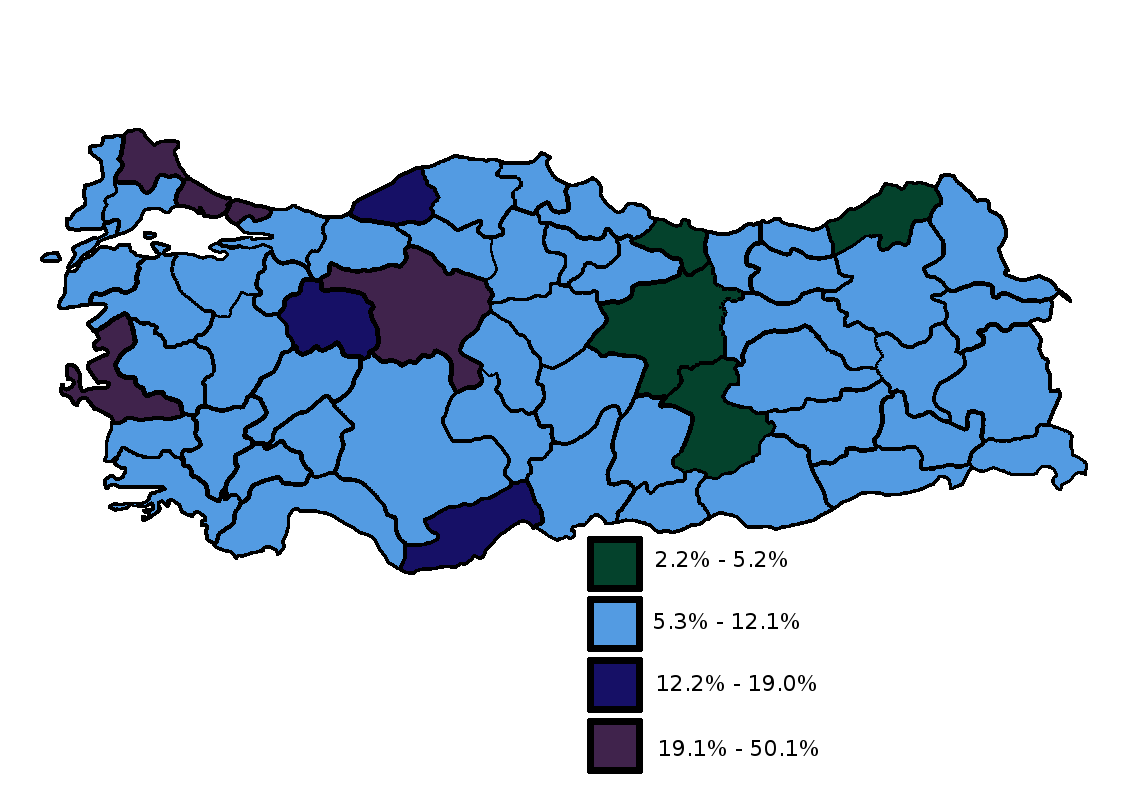
نسبة تعليم الشعب التركي في 1924
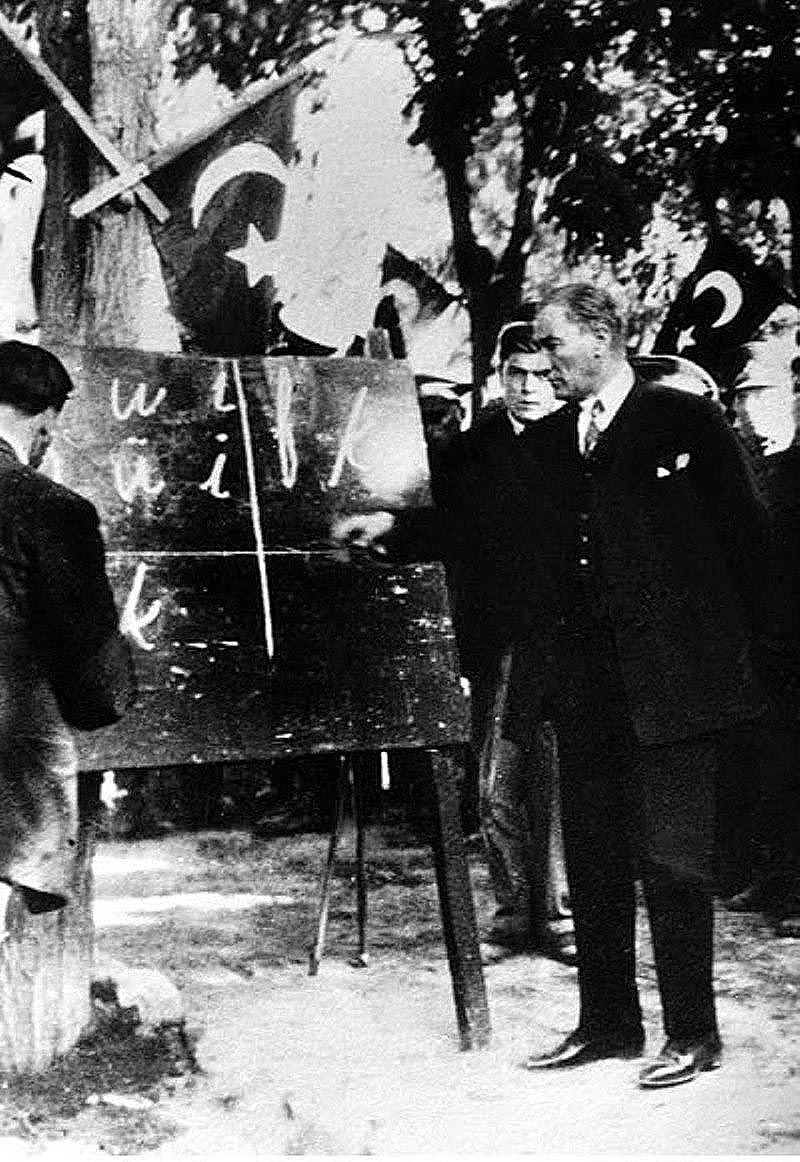
أتاتورك يقدم الأبجدية التركية الجديدة لسكان مدينة قيصري بوسط الأناضول في 20 سبتمبر 1928
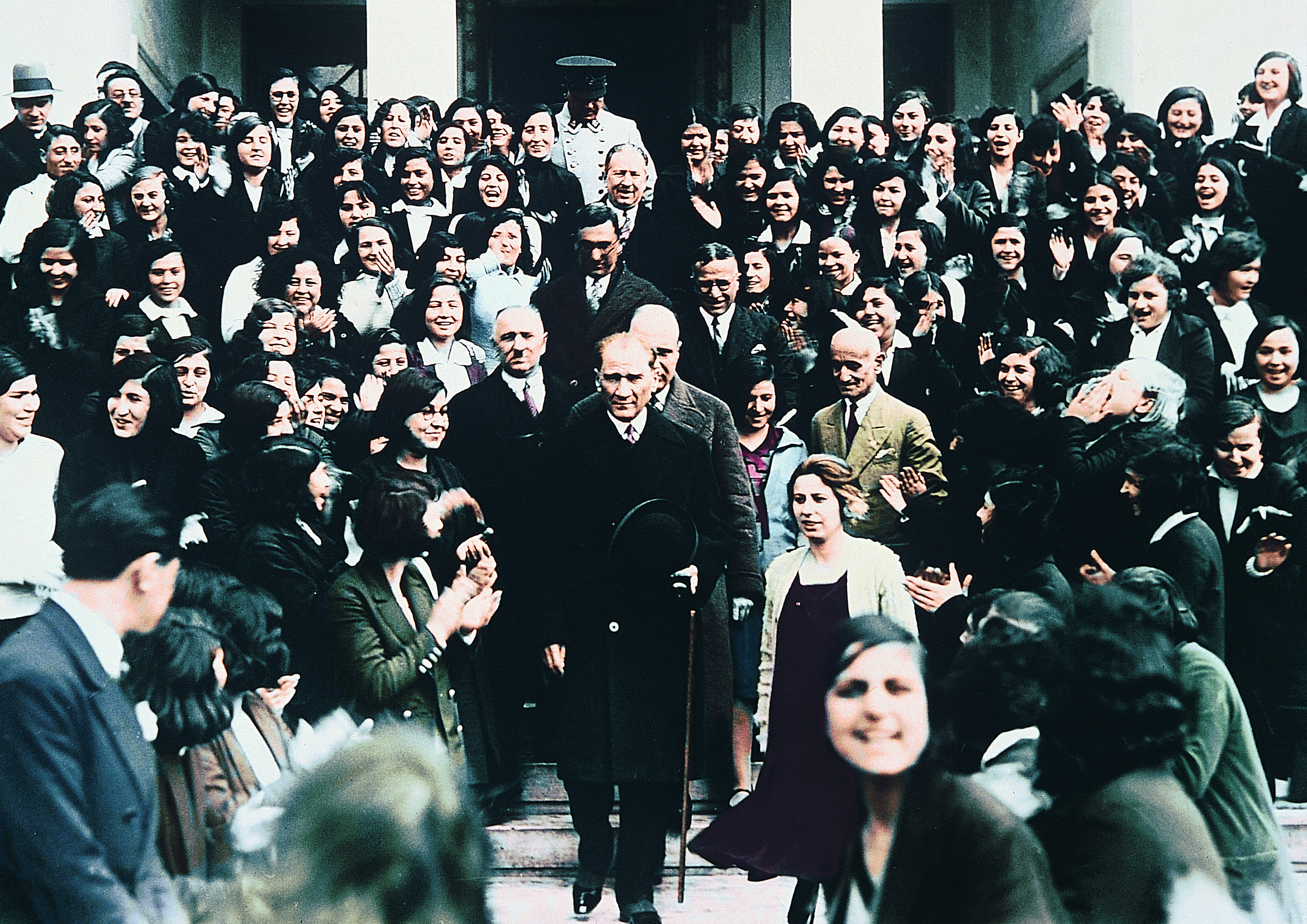
أتاتورك في المدرسة الثانوية إزمير في 1 فبراير 1931
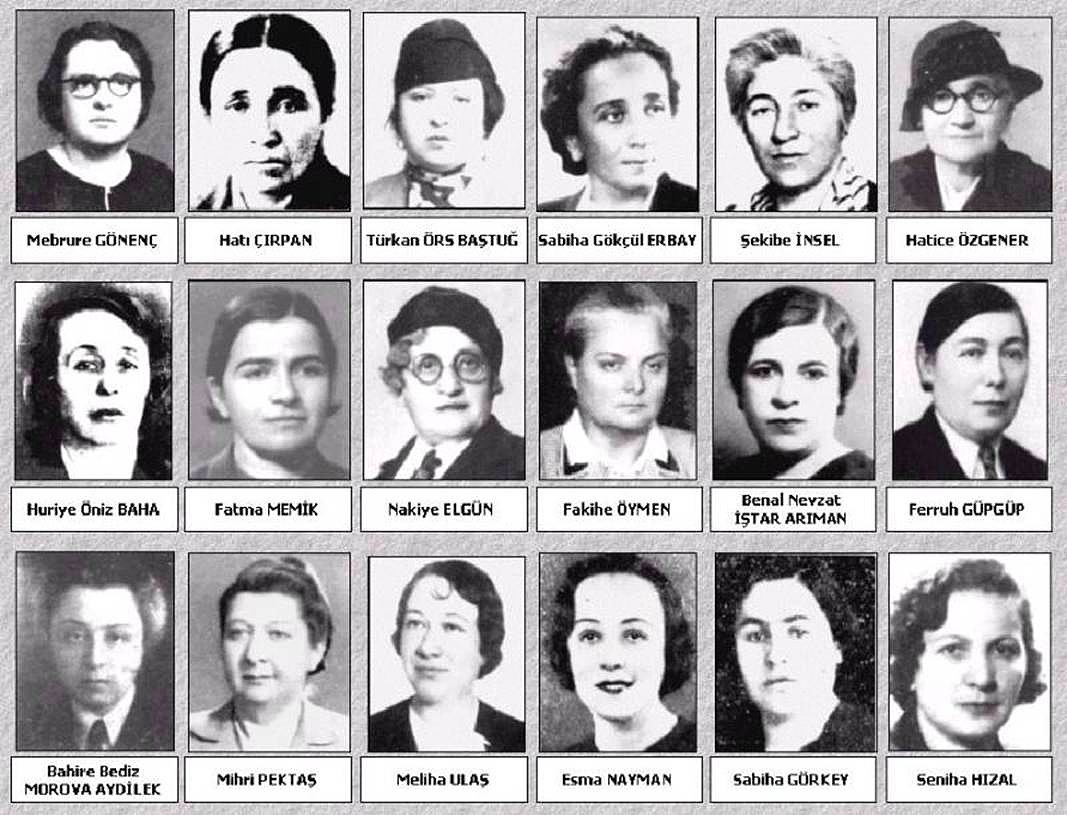
انضمت النائبات الثماني عشرة إلى البرلمان عام 1935

## وصلات خارجية
- وزارة التربية الوطنية والثقافة، جمهورية قبرص الشمالية التركية (بالتركية)